# Петля (фільм, 1984)
«Петля» (англ. «Tightrope») — американський трилер 1984 року режисера Річарда Таггла.

## Сюжет
Детектив Вес Блок розслідує справу серійного вбивці, жертвами якого стають молоді і красиві жінки. Але маніяк починає вибирати жертв серед знайомих Блока. І тепер навіть його дочки перебувають під загрозою.

## У ролях
| Актор             | Роль              |
| ----------------- | ----------------- |
| Клінт Іствуд      | Вес Блок          |
| Женев'єв Бюжо     | Беріл Тібодо      |
| Ден Гедайя        | детектив Молінарі |
| Елісон Іствуд     | Аманда Блок       |
| Дженні Бек        | Пенні Блок        |
| Марко Сент-Джонс  | Ліндер Рольф      |
| Ребекка Перл      | Беккі Жаклін      |
| Реджина Річардсон | Саріта            |
| Ренді Брукс       | Джеймі Корі       |
| Джеймі Роуз       | Мелані Зильбер    |
| Маргарет Гауелл   | Джуді Гарпер      |